# 死体生活
死体生活（したいせいかつ）は日本テレビで木曜未明（水曜深夜）に放送されていた連続ドラマである。放送期間は2000年12月7日（6日深夜）から21日（20日深夜）で放送回数は全3回。放送時間は2:25-2:55。

## 概要
死体を捨てようとするもなかなか捨てられない男のコメディドラマである。

## 出演者
- 温水洋一
- 岡本麗
- ルー大柴
- 田村たがめ
- 乙葉
- 住田隆

## 制作
- 脚本:福間正浩
- 構成:詩村博史
- 演出:小川通仁